# George S. Long
George Shannon "Doc" Long, född 11 september 1883 i West Feliciana Parish i Louisiana, död 22 mars 1958 i Bethesda i Maryland, var en amerikansk demokratisk politiker. Han var ledamot av USA:s representanthus från 1953 fram till sin död. Han tillhörde den politiska dynastin Long och var äldre bror till Huey och Earl Long.

## Ungdom
Long studerade vid Mount Lebanon College (numera Louisiana College) och fortsatte sedan med studier i odontologi och juridik på olika orter. Han praktiserade länge som tandläkare. Han var ledamot av Oklahomas representanthus 1920–1922. Efter tiden i Oklahoma, där Long fick rätten att praktisera som advokat, flyttade han tillbaka till Louisiana.

## Kongressman
George S. Long efterträdde A. Leonard Allen som kongressledamot år 1953, avled år 1958 i ämbetet och efterträddes av Harold B. McSween.

## Gravplats
Long gravsattes på begravningsplatsen Greenwood Memorial Park i Pineville.